# بروجكت فاشن المصمم العربي
بروجكت فاشن المصمم العربي برنامج تلفزيون الواقع خاص بصناعة الموضة، يتيح أمام هواة تصميم الأزياء المجال لدخول عالم تصميم الموضة والأزياء. عُرض على تلفزيون المستقبل اللبناني وقدمته ملكة جمال لبنان السابقة نورما نعوم إلى جانب المصمم ربيع كيروز الذي قام بدور ملهم المتسابقين وخبيرة الأزياء ماريا عزيز وأنتج موسمين منه.
البرنامج هو النسخة العربية من البرنامج العالمي الشهير "Project Runway" الذي يعرض في الولايات المتحدة منذ كانون الأول 2004، وتقدمه عارضة الأزياء العالمية هايدي كلوم.

## قواعد البرنامج
المسابقة مؤلفة من إحدى عشرة حلقة واثنى عشر متباريا تم اختيارهم من بين المئات من هواة تصميم وعرض الأزياء من مختلف أنحاء العالم العربي. وتشهد الحلقة الأسبوعية من البرنامج، خروج مشترك وعارضة أزياء في كل أسبوع ليتأهل إلى المرحلة النهائية ثلاثة مشتركين يتنافسون على الفوز بلقب المصمم العربي.
تشارك في البرنامج لجنة تحكيم برئاسة نورما نعوم ومشاركة مصممي أزياء ومستشارين معروفين في مجال الموضة ومصورين بارزين، يتم تغييرهم كل أسبوع. وتقوم هذه اللجنة بوضع المشاركين في مواجهة العديد من التحديات الصعبة لتصميم أزياء من مواد غير تقليدية وبميزانية محدودة وخلال وقت قصير. ويعتمد تخطي هذه التحديات على المهارات التي يمتلكها كل منهم وقدرته على الابتكار والتعامل مع مختلف الظروف والأحوال. وبالإضافة للجنة هناك 12 عارضة أجنبية من وكالة «ناتالي» الشهيرة يقمن بعرض التصاميم خلال سهرة البرنامج.
ومع نهاية البرنامج، يحصل الفائز على العديد من الجوائز التي تشمل تصوير تصاميمه وعرضها في مجلة أزياء شهيرة ومكافأة مالية لمساعدته على إطلاق مشروعه الخاص بالإضافة إلى استشارة خاصة من راعي البرنامج حول عالم الموضة والمشاركة في أسبوع الموضة في العاصمة الإيطالية روما.
كل حلقة من البرنامج تحمل عنوانا معينا، يجب أن تكون ابتكارات المشتركين مبنية عليها مثل «أسود وأبيض»، «وصف بكلمة واحدة»...الخ.

## المشتركون في الموسم الأول
أنطلق الموسم الأول من البرنامج في 26 شباط 2006 وأستمر حتى 07 أيار 2006، مع أثنى عشرة متسابق من عدة دول عربية وهم:
- المغرب لبنى ميمونة، أول مشترك يغادر المسابقة،
- سوريا حكم الزعبي،
- لبنان بسام عانوتي،
- السعودية تركي جادالله،
- العراق نهرين عودة،
- الأردن مي بيتموني،
- تونس فوزي نوار،
- مصر دينا سعيد،
- لبنان جمال حمود،
- عُمان محمد خضرا - المركز الثالث،
- لبنان ريتا سعردي - المركز الثاني،
- لبنان جوليان عبود وهو الذي فاز بلقب البرنامج.

## المشتركون في الموسم الثاني
انطلق الموسم الثاني من البرنامج في 17 كانون الثاني 2007 وأستمر حتى 18 نيسان 2007 وشارك فيها اثنى عشر متسابق يمثلون عدة دول عربية تم أختيارهم وفق لجنة من الخبراء مؤلفة من نورما نعوم، المصمم ربيع كيروز والصحفية ماريا عزيز. والمشتركون هم:
- السعودية محمد أشي، وهو الذي فاز بلقب البرنامج،
- العراق عصام الزاكي،
- العراق عمار السفار،
- المغرب نبيلة فاسكا،
- سوريا محمد عزيز حرباك،
- مصر سوسن نبيل،
- لبنان جنى حلواني،
- لبنان ماري حرفوش،
- لبنان كريستي سماحة،
- لبنان لينا عبيد،
- تونس مونيا بن حمودة،
- فلسطين حسن بانات.

محمد أشي ستة وعشرين سنة من المملكة العربية السعودية، حصل على لقب المصمم العربي لعام 2007، وهو حاصل على درجة البكالوريوس في التسويق من كلية سان مايكل في فيرمونت بالولايات المتحدة الأميركية. لكن عالم الموضة استهواه فالتحق بمعهد إيسمود ببيروت. وهو كان المساعد الأول للمصمم اللبناني الشهير إيلي صعب، وسبق له أن خاض العمل في المجال نفسه في فرنسا.